# Joseph Justus Scaliger
Joseph Justus Scaliger, född 5 augusti 1540 i Agen, död 21 januari 1609, var en fransk filolog och kronolog, son till Julius Caesar Scaliger.

## Biografi

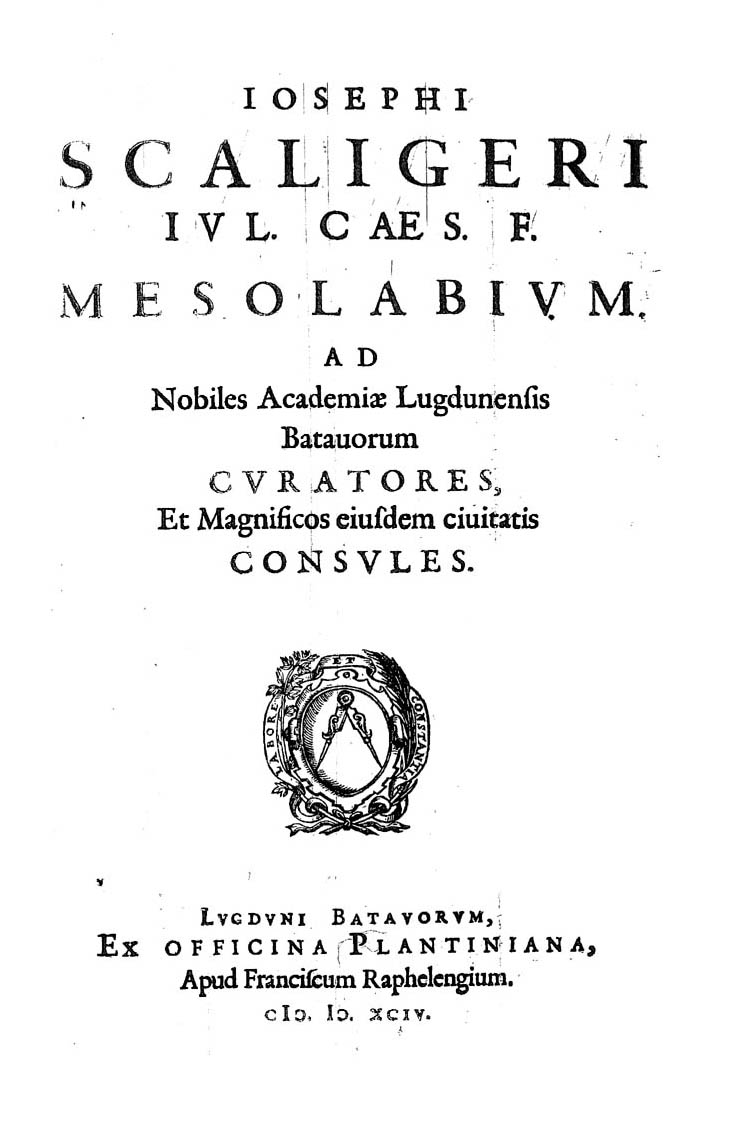
Mesolabium, 1594

Scaliger övergick 1562 till protestantismen och innehade 1572-1574 en professur i Genève. Han levde därefter på olika ställen i södra Frankrike och kallades 1593 till professor i vältalighet och poesi vid universitetet i Leiden. 
I Nordisk familjebok beskrevs Scaliger som en av både samtidens och eftervärldens största filologer, med storartad divinations- och kombinationsförmåga, i lärdom och genialitet vida överträffande sin far, som han även ärvt de mindre vackra egenskaperna högfärd och stridslystnad av. 
Hans arbete De emendatione temporum (1583; bästa uppl. 1629) innehåller det första fullständiga, efter bestämda grundsatser ordnade kronologiska system, så kallade julianska perioden. Ett slags supplement till detta verk är Thesaurus temporum, complectens Eusebii Pamphili chronicon (1606). 
Liksom han genom dessa arbeten grundlagt den kronologiska vetenskapen, gav han upphov till numismatiken genom skriften De re numaria (1606). Om hans mångsidighet vittnar Opuscula varia (1610) och Epistolae (1627), bägge författade på latin. Hans Poemata (1615; ny uppl. 1864) har däremot inte tillmätts lika högt värde. Scaliger gav även ut kritiska upplagor av romerska författare. 